# Redressement français
 (janvier 2014).
Le Redressement français est un mouvement créé en décembre 1925 par l'industriel de l'électricité et du pétrole Ernest Mercier sous le patronage du maréchal Foch qui voulait le voir « rassembler l’élite et éduquer les masses ». Il promouvait une politique technocratique et corporatiste. Il annonce sa dissolution en novembre 1935.

## Direction
Le Redressement est présidé de 1925 à 1932 par Ernest Mercier, qui cède à cette date la présidence à Marcel Champin (1875-1945), polytechnicien et protestant lui-aussi, dirigeant de la future Vallourec, associé de la Banque Mirabaud, administrateur d'affaires métallurgiques  - il préside les Aciéries de Longwy de 1935 à 1940 -, pétrolières (CFP, comme Mercier) et électriques. Mercier devient président d'honneur, mais il garde la direction effective du Redressement.  
Le Redressement est dirigé par un conseil d'administration, composé d'administrateurs, et surtout par un comité de direction composé de 9 membres, dont: Ernest Mercier, son épouse, son frère Gustave, Champin, le journaliste et essayiste Lucien Romier (à partir d'octobre 1927), porte-parole officieux, Henri Cacaud, directeur politique, Paul Duléry, secrétaire général. Le conseil d'administration originel est composé de: Mercier, Raphaël Alibert (administrateur de Nord-Lumière, comme Mercier), Jacques Bardoux, Arthur Bommelaer (ancien syndic des forges de la Sarre, administrateur de la société d'études pour la fabrication du papier journal), Bourgeois (de l'Institut), le comte de Fels, Paul Eschwege (ingénieur-conseil de la Compagnie Parisienne de Distribution d'Électricité, et administrateur de sociétés administrées également par Mercier, comme l'Union d'Électricité ou Nord-Lumière), J.-L. Faure, Eugène Geoffroy (de la Société Geoffroy-Delore, administrateur des Forces Motrices de la Vienne et des Forces Motrices de la Vallée d'Aspe), J. Lebel, Max Leclerc (éditeur), Jacques Levet (administrateur de l'Union d'Électricité, Nord-Lumière, Société Lyonnaise des Eaux et de l'Éclairage,  Société industrielle des téléphones, Compagnie des Produits Chimiques et Électromélallurgiques Alais, Froges et Camargue), Louis Germain-Martin, de l'Institut, Achille Mestre, professeur à la faculté de droit de Paris, Paul Nivard (administrateur de la Compagnie Parisienne de Distribution d'Électricité, Compagnie Parisienne de l'Air Comprimé, Compagnie de l'Électricité de l'Ouest parisien, Éts Delaunay-Belleville, etc.), Jean Siegler (administrateur de la Société Lyonnaise des Eaux et de  l'Éclairage, Union Électrique du Bassin moyen de la Loire, Nord-Lumière, Péchelbronn, etc.), Eugène Mireaux.
Son siège se situe à Paris, 28, rue de Madrid (VIIIe). Le Redressement accueille surtout des industriels, pour la plupart des polytechniciens des industries électriques, pétrolières, chimiques et métallurgiques, et des intellectuels. Le Redressement français, selon Kuisel, représente « l'arme de propagande de l'élite industrielle moderniste, qui souhaite vendre ses idées à la nation ».

## Objectifs
Le Redressement français se veut apolitique. Son programme apparut dans les colonnes de la Revue de Paris, le 1er mai 1926, écrit par le comte de Fels, directeur de la revue et administrateur du Redressement depuis janvier 1926, chargé par ses amis de présenter la nature et les objectifs du nouveau groupement, né dans le contexte de la crise du cartel des gauches:
C'est un groupement fondé par des « industriels et des intellectuels inspirés par un sentiment de patriotisme », qui se « donnent pour mission la défense des intérêts généraux de la France », menacés par « une crise morale, financière et sociale, provoquée par les erreurs de l'École dirigeante ». Ces erreurs seront réparées grâce à « un esprit dégagé de toute passion politique, de toute influence de parti », grâce à « leur compétence de directeurs de grandes affaires, leur habitude du pragmatisme ».  « Voilà la nouveauté, voilà l'originalité du Redressement français ». 
De Fels y glisse des propos critiques envers le parlementarisme ; il constate : le « Parlement où tout est gâchis, confusion, anarchie, qui a consommé en moins d'un an huit ministres » : les dirigeants du Redressement « ont constaté (...) que nos destinées sont livrées à une classe spéciale de la Nation, à celle des politiciens professionnels, pendant que les véritables autorités sociales se tiennent à l'écart et s'absorbent dans Le labeur fécond de la production intellectuelle et matérielle ». C'est que l'État « dont nous étions persuadés d'être les associés dans l'entreprise de restaurer I'économie nationale a prouvé son incapacité. Tantôt il professe, tantôt il favorise une doctrine qui se propose l'abolition du capital, de la propriété et de l'héritage. Il multiplie à notre égard les marques d'hostilité. Il nous dénonce quotidiennement aux vindictes populaires. Quittant son rôle qui est d'arbitrer les différends sociaux et de maintenir toutes les classes en paix, il a pris nettement parti contre nous ». 
La question sociale est au cœur de leurs préoccupations :
« Nous avons commis, en tant que catégorie sociale, une faute capitale en nous tenant obstinément au point de vue de l'économie politique, libérale et orthodoxe, qui veut que le travail soit une marchandise et qu'après l'avoir payée nous soyons entièrement quittes envers qui nous l'a vendue. Sans doute, individuellement parlant, nous avons donné les uns et les autres des preuves éclatantes d'altruisme et de générosité (...). Mais ce que chacun a pu faire en particulier modifit-il suffisamment la position générale de notre classe à l'égard du problème social ? ».
Le Redressement français n'est aucunement opposé au rôle de l'État dans l'économie, mais il souhaite renouer avec l'établissement d'un partenariat ; il dénonce ainsi « l'interventionnisme de l'État » et « la fiscalité marxiste, personnelle et inquisitoriale, importée de Prusse » (cette remarque ne peut se comprendre qu'à travers l'histoire de la Grande guerre qui avait obligé les autorités politiques françaises à quasi-nationaliser l'économie française pour la mettre au service des besoins de la Défense nationale, et à accroitre la pression fiscale). Le but principal poursuivi par le Redressement français est de « rendre l'État à sa mission véritable, le faire rentrer dans ses limites, réviser ses fonctions et lui reprendre ce que nous n'osons dire qu'il ait usurpé, car nous le lui avons trop souvent abandonné », face aux deux dangers « les plus apparents de l'heure présente, (...) le communisme et la banqueroute ».
Le moyen : « L'idée parfaitement originale du Redressement français est de collaborer avec la Chambre et le Gouvernement, en créant des commissions » chargées de « mettre au point des projets clairs, positifs, concrets, prêts à l'application immédiate » : 
- commissions de la réforme sociale (chargée d'étudier « par quels moyens l'initiative privée peut être substituée au socialisme d'État. Elle devra envisager s'il ne serait pas possible de réaliser l'alliance des employeurs et des employés par la constitution dans chaque usine ou dans chaque groupe d'industrie d'une association d'un type nouveau réunissant patrons et ouvriers, et propriétaire d'un fonds social formé par des contributions des patrons, des ouvriers et de l'État »).
- commission des économies (faire « renoncer l'État aux entreprises industrielles, commerciales ou agricoles dont il s'acquitte si mal », modifier le statut des fonctionnaires ).
- commission de la réforme fiscale.

Une brochure du Redressement, Organisations et réformes pour le redressement français, reprise par le comte de Fels dans sa revue, le 15 juillet 1926, précise ensuite son programme politique de « modifications indispensables a la législation constitutionnelle et à la législation électorale » :
- Rétablir la discipline nationale en restaurant l'autorité du pouvoir exécutif et la séparation des pouvoirs ;
- Rétablir la suprématie de la loi dans sa sérénité impartiale ;
- Respect des conventions et des libertés du citoyen, la paix religieuse réciproque, respect de la propriété ;
- Soustraire les élus à la hantise de la réélection et au désordre des assemblées trop nombreuses ;
- Réviser la procédure parlementaire, organiser la Présidence du Conseil des ministres et la collaboration dû Conseil d'État à la rédaction-des lois ;
- Doter le pays d'un système de scrutin logique, compréhensible pour tous ;
- Faire participer à la gestion des assemblées les forces sociales des professions organisées.

Propositions qui s'accompagnent d'un solide anticommunisme : « C'est pour avoir composé avec l'erreur communiste qui infecte à des degrés divers notre école dirigeante que la majorité de 1919 a manqué son destin. Ceux qui imiteront cette majorité connaîtront même insuccès. Toute entreprise de réforme qui ne se proposera pas, devant toute chose, de désintoxiquer la France empoisonnée par le virus marxiste, restera vaine entre les plus vaines ». 
Mais le comte de Fels est désavoué par Mercier, le 17 juillet, dans les colonnes du Temps. De Fels et Germain Martin doivent quitter le Redressement, en août 1926. Mercier publie son propre manifeste dans Le Temps, le 1er juillet 1927, qui débute par un appel à résoudre la question sociale : 
« Pour remplir sa mission, pour vivre libre, une nation doit être animée par un sentiment unanime vivace, volonté commune des citoyens. Des forces de division s'opposent à ce sentiment collectif parmi elles, en première ligne, nos divergences de doctrine sur la question sociale. Tout effort de redressement national nécessite d'abord une entente sur un programme social minimum. Un tel programme implique des sacrifices financiers importants; il faut, pour y faire face, créer des ressources équivalentes, sans accroître les charges du contribuable. Le programme social minimum. C'est un triptyque dont les éléments sont l'habitation, les assurances, l'éducation ».
Question qui pose le problème financier : 
« Pourrons-nous faire face à ces charges et comment ? La solution fiscale. Solution de paresse, elle inapplicable ; la contribution de la nation dépasse aujourd'hui 30 % de ses revenus totaux ; c'est une limite déjà excessive; au delà, la fiscalité tue la vie économique et tarit l'impôt. La solution collectiviste. Demander les ressources aux possédants, c'est-à-dire, procéder au partage égal des biens. L'Histoire a prouvé le chimérique de l'entreprise, la raison le confirme ».
La solution consiste en l'augmentation de la productivité, grâce notamment à la coopération entre chefs d'entreprise et salariés :  
« Elle dérive d'une vérité fondamentale, négligée par le collectivisme. La richesse essentielle d'une nation réside dans sa capacité totale de travail (...). Le travail humain est l'origine de toutes les richesses ; pour obtenir plus de ressources, il faut améliorer les conditions du travail; en diminuer les déchets, les pertes passives, les gaspillages ; en alléger la peine; en accroître l'efficacité ».
Ce qui suppose « l'entente intelligente entre employeurs et employés, entre tous ceux qui participent à la grande œuvre de la production ; la coopération ; l'intelligente adaptation des progrès de la science à la technique, l'organisation scientifique et méthodique du travail ; l'éducation progressive du travailleur et du consommateur. Les principes tiennent en deux mots travail et coopération. Ils sont conformes aux enseignements de la loi morale éternelle ».
Il en déduit :
- une « réorganisation des administrations : gaspillage dans les services veut dire impôts accrus, production plus coûteuse, vie plus chère et plus étroite ».
- une « réorganisation politique : que le législateur organise d'abord son propre travail, mais que la constitution lui rende cet effort possible (réduction du nombre des députés, prolongation du mandat, renouvellement fractionné, séparation absolue des pouvoirs, organisation de l'exécutif, cour suprême) ».

## Moyens
Le Redressement français veut être un « laboratoire d'idées » (selon l'expression d'E. Mercier, dans son manifeste du 1er juillet 1927, certainement la meilleure traduction française de l'expression anglophone de think tank), et un organisme d'influence de la vie politique française. Le Redressement français « ne formera pas de parti politique nouveau. Ses dirigeants ont prêté le serment de ne pas s'engager eux-mêmes dans la carrière politique; il ne sera donc pas davantage un syndicat de candidats. Il demeurera résolument en dehors des partis. Mais il a déjà établi et il achèvera d'établir avec chacun d'eux, sauf les partis de révolution ou de dictature, des relations régulières qui lui permettront d'intervenir dans les opérations électorales, pour imposer les disciplines nécessaires, pour assurer le triomphe de sa doctrine ». Il « poursuivra son action méthodique sur l'opinion, sur le Parlement, sur le gouvernement. Son programme n'est pas électoral, c'est un programme de réalisation impliquant un effort de dix ans, s'étendant sur plusieurs législatures » (E. Mercier).
- Commissions

Diverses commissions sont créées, afin de réfléchir aux problèmes du temps. Le Redressement est d'ailleurs sous-titré le Centre d'études et d'actions sociales, économiques et politiques. Lors du premier congrès d'avril 1927 qui dura trois jours, 7 sections avaient été établies, chacune divisées en commissions: section sociale (Georges Risler, président du Musée social), section de la production (Auguste Detœuf), section organisation politique et administrative (Alibert), section financière (Parmentier, inspecteur général des finances, ancien directeur du mouvement général des fonds), section internationale (Jacques Bardoux et section coloniale (amiral Lacaze). Ont participé aux travaux du Redressement des patrons comme  Raoul Dautry et des intellectuels comme Paul Desjardins. La section dirigée par Alibert propose le vote des femmes, le vote familial, et le vote obligatoire, un scrutin uninominal à un tour, un mandat de 6 ans pour les députés (avec renouvellement par tiers) et l'organisation d'une Cour suprême de justice, « seule garante de la séparation des pouvoirs ».
- La presse

Le Redressement publie des Cahiers (35 volumes) et un bulletin, né en 1926, (le dernier est daté de novembre-décembre 1935 : annonce de la dissolution, annoncée lors de l'AG du 30 novembre). Il contrôle un groupe de presse éphémère, via la Société de propagande et d'éditions (devenue la Société de publications et d'éditions), avec des titres comme Minerva, Nos plaisirs, l'hebdomadaire sportif Le Muscle, l'hebdomadaire La Région parisienne, et soutient un temps des revues comme La Vague rouge (anciennement La Revue antibolchevique) de Gustave Gautherot.
- Manifestes et conférences

Politiquement, les dirigeants du Redressement français se déclarent hostiles aux partis marxistes (communistes et socialistes). Ils sont convaincus de la nocivité de « l'instabilité ministérielle, causée par la prolifération des partis politiques et maintenue par des querelles artificielles » (Lucien Romier). D'où l'appel à une politique d'union nationale, qui situe le Redressement comme un représentant de l'idéologie du rassemblement national. Il veut à la fin des années 1920 une union des modérés (ce que l'on appelle alors « la concentration républicaine ») : droite modérée, centre-droit et radicaux-socialistes (Kuisel). 
- Financement des élections

En coopération avec l'Union des intérêts économiques (UIE) d'Ernest Billiet, le Redressement, pour les élections législatives de 1928, déploya sa propagande, appela les électeurs à choisir le bon candidat, contribua à créer des commissions arbitrales en faveur de l'union nationale et de la discipline électorale, et finança des candidats: une centaine d'élus a été aidée financièrement par le Redressement (Kuisel p. 84), pour l'essentiel des modérés et quelques radicaux.
- Implantation

À son apogée, vers 1927, on le crédite de 10 000 adhérents, répartis en 53 comités à Paris et en région parisienne, et 82 comités en province.

## Échecs, scissions et polémiques
Le Redressement connut des débuts brillants - la séance de clôture de son premier congrès national d'avril 1927 fut présidée par le maréchal Foch et vit la présence du maréchal Hubert Lyautey, du ministre André Tardieu, du directeur de cabinet du président du conseil (alors Raymond Poincaré, de membres de l'Institut. Mais il n'eut jamais l'appui de tous les industriels importants de l'époque, inquiets des succès et des ambitions de Mercier et de son programme social novateur. Il se retrouva en quasi concurrence avec la Confédération générale de la production française et il n'obtint pas le plein soutien de certaines associations d'entrepreneurs comme le puissant Comité des forges. 
François Coty du Figaro polémiqua avec Mercier en 1927, rendant publics les conflits internes au sein de l'association, accusant Cacaud d'être franc-maçon et le Redressement d'être inefficace.
André Tardieu, un moment proche du Redressement, s'en est éloigné, et les ressources ont par la suite diminué, comme son influence. La victoire de la gauche aux élections de 1932 et la crise de 1929, qui touche la France à partir de 1931, ont désorienté les animateurs du Redressement. Son projet fondé sur la rationalisation et la prospérité, n'a plus de sens. Une seconde série de Cahiers est lancée, de 1932 à 1935, mais moins nombreuse (18) et plus tournée vers la politique intérieure.
Roger Mennevée dénonça le mouvement dans ses Documents politiques, diplomatiques et financiers,. Selon Albert Vigneau, Mennevée s'est attaqué par ses publications au contrôle par le Redressement français d'un organe de presse qu'il qualifia d'« officieux de la Grande Loge de France », propos que nia et condamna cette obédience maçonnique.

## Sources
- R. F. Kuisel, Étienne Mercier, french technocrat, University of California Press, 1967
- Olivier Dard, Le Redressement français, in Dictionnaire historique des patrons français, Flammarion, 2010, p. 1211-1214
- fonds Henri Cacaud aux Archives nationales
- Manifeste de juillet 1927 dans Le Temps,  BNF/Gallica
- première journée du congrès, de 1927 dans La Lanterne, 8/4/1927
- deuxième journée du congrès dans La Lanterne, 9/4/1927
- troisième journée du congrès dans La Lanterne, du 10/4/1927